# Temporada 1904 de las Grandes Ligas de Béisbol

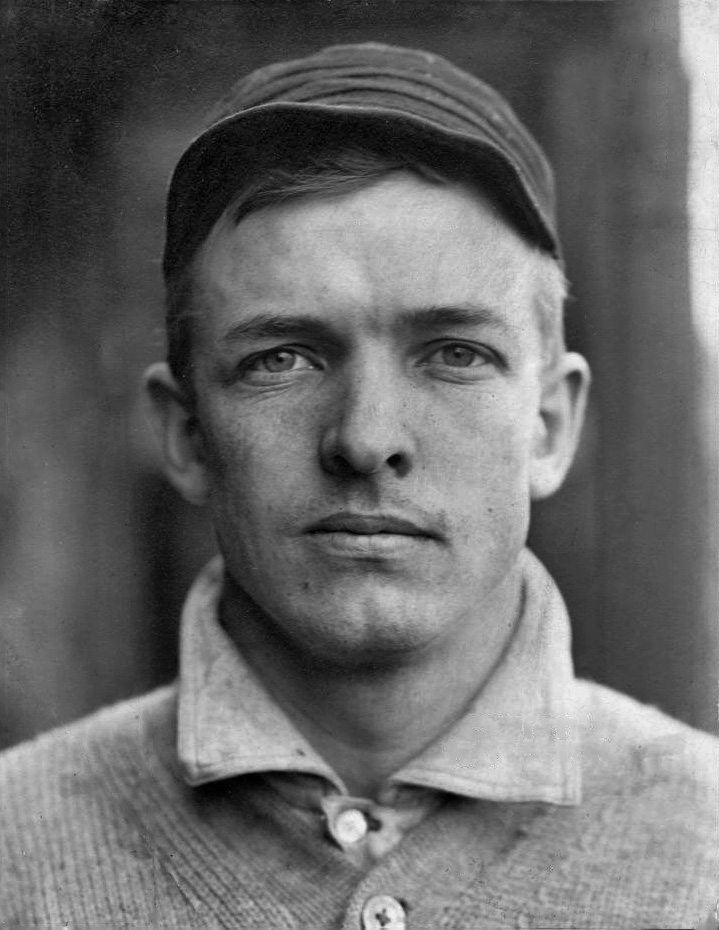
Christy Mathewson alcanzó la marca de 212 ponches, en la temporada 1904, con los New York Giants

En la Temporada 1904 de las Grandes Ligas de Béisbol no tuvo lugar la Serie Mundial que enfrentaría a los líderes de la Liga Americana y Liga Nacional por desacuerdo del propietario de New York Giants. Entre los sucesos más relevantes de ese año se encuentran los 24 1/3 innings de Sam Crawford de Pittsburgh Pirates en los que no permitió hit; seis errores en una sola entrada del campocorto Bill O'Neill de Boston Americans; cinco bases robadas en un solo juego de Dan McGann de New York Giants; y los treinta y nueve juegos completos consecutivos de Jack Taylor de St. Louis Cardinals.

## Temporada regular: posiciones finales y líderes individuales en principales estadísticas

### Liga Americana
| Equipo                 | G  | P   | Prom. | JV     |
| ---------------------- | -- | --- | ----- | ------ |
| Boston Americans       | 95 | 59  | .617  | -      |
| New York Highlanders   | 92 | 59  | .609  | 1 1/2  |
| Chicago White Sox      | 89 | 65  | .578  | 6      |
| Cleveland Blues        | 86 | 65  | .570  | 7 1/2  |
| Philadelphia Athletics | 81 | 70  | .536  | 12 1/2 |
| St. Louis Browns       | 65 | 87  | .428  | 29     |
| Detroit Tigers         | 62 | 90  | .408  | 32     |
| Wahington Senators     | 38 | 113 | .252  | 55 1/2 |

#### Líderes individuales en principales estadísticas de Liga Americana

##### Bateo
| Estadística         | Jugador               | Equipo  | Marca |
| ------------------- | --------------------- | ------- | ----- |
| Average de bateo    | Nap Lajoie            | CLE     | .376  |
| Home runs           | Harri Davis           | PHI     | 10    |
| Carreras impulsadas | Nap Lajoie            | CLE     | 102   |
| Hits                | Nap Lajoie            | CLE     | 208   |
| Robos de base       | Harry Bay Elmer Flick | CLE     | 45    |
| Carreras anotadas   | Patsy Dougherty       | BOS, NY | 113   |

##### Lanzadores
| Estadística      | Jugador      | Equipo     | Marca |
| ---------------- | ------------ | ---------- | ----- |
| Victorias        | Jack Chesbro | NY         | 41    |
| Ponches          | Rube Waddell | PHI        | 349   |
| Efectividad      | Addie Joss   | CLE        | 1,59  |
| Juegos salvados  | Case Patten  | WAS        | 3     |
| Juegos completos | Jack Chesbro | NY PHI BOS | 48    |
| Blanqueadas      | Cy Young     | BOS        | 10    |

### Liga Nacional
| Equipo                | G   | P   | Prom. | JV     |
| --------------------- | --- | --- | ----- | ------ |
| New York Giants       | 106 | 47  | .693  | -      |
| Chicago Cubs          | 93  | 60  | .608  | 13     |
| Cincinnati Reds       | 88  | 65  | .575  | 18     |
| Pittsburgh Pirates    | 87  | 66  | .569  | 19     |
| St. Louis Cardinals   | 75  | 79  | .487  | 31 1/2 |
| Brooklyn Superbas     | 56  | 97  | .366  | 50     |
| Boston Beaneaters     | 55  | 98  | .359  | 51     |
| Philadelphia Phillies | 52  | 100 | .342  | 53 1/2 |

#### Líderes individuales en principales estadísticas de Liga Nacional

##### Bateo
| Estadística         | Jugador         | Equipo | Marca |
| ------------------- | --------------- | ------ | ----- |
| Average de bateo    | Honus Wagner    | PIT    | .349  |
| Home runs           | Harry Lumley    | BRO    | 9     |
| Carreras impulsadas | Bill Dahlen     | NY     | 80    |
| Hits                | Ginger Beaumont | PIT    | 185   |
| Robos de base       | Honus Wagner    | PIT    | 53    |
| Carreras anotadas   | George Browne   | NY     | 99    |

##### Lanzadores
| Estadística      | Jugador                | Equipo | Marca |
| ---------------- | ---------------------- | ------ | ----- |
| Victorias        | Joe McGinnity          | NY     | 35    |
| Ponches          | Christy Mathewson      | NY     | 212   |
| Efectividad      | Joe McGinnity          | NY     | 1,61  |
| Juegos salvados  | Joe McGinnity          | NY     | 5     |
| Juegos completos | Jack Taylor Vic Willis | NY BOS | 44    |
| Blanqueadas      | Joe McGinnity          | NY     | 9     |